# École Albert-Einstein
 (avril 2024).
La mise en forme du texte ne suit pas les recommandations de Wikipédia : il faut le « wikifier ».
Les points d'amélioration suivants sont les cas les plus fréquents. Le détail des points à revoir est peut-être précisé sur la page de discussion.
- Les titres sont pré-formatés par le logiciel. Ils ne sont ni en capitales, ni en gras.
- Le texte ne doit pas être écrit en capitales (les noms de famille non plus), ni en gras, ni en italique, ni en « petit »…
- Le gras n'est utilisé que pour surligner le titre de l'article dans l'introduction, une seule fois.
- L'italique est rarement utilisé : mots en langue étrangère, titres d'œuvres, noms de bateaux, etc.
- Les citations ne sont pas en italique mais en corps de texte normal. Elles sont entourées par des guillemets français : « et ».
- Les listes à puces sont à éviter, des paragraphes rédigés étant largement préférés. Les tableaux sont à réserver à la présentation de données structurées (résultats, etc.).
- Les appels de note de bas de page (petits chiffres en exposant, introduits par l'outil «  Source ») sont à placer entre la fin de phrase et le point final[comme ça].
- Les liens internes (vers d'autres articles de Wikipédia) sont à choisir avec parcimonie. Créez des liens vers des articles approfondissant le sujet. Les termes génériques sans rapport avec le sujet sont à éviter, ainsi que les répétitions de liens vers un même terme.
- Les liens externes sont à placer uniquement dans une section « Liens externes », à la fin de l'article. Ces liens sont à choisir avec parcimonie suivant les règles définies. Si un lien sert de source à l'article, son insertion dans le texte est à faire par les notes de bas de page.
- La présentation des références doit suivre les conventions bibliographiques. Il est recommandé d'utiliser les modèles {{Ouvrage}}, {{Chapitre}}, {{Article}}, {{Lien web}} et/ou {{Bibliographie}}. Le mode d'édition visuel peut mettre en forme automatiquement les références.
- Insérer une infobox (cadre d'informations à droite) n'est pas obligatoire pour parachever la mise en page.

Pour une aide détaillée, merci de consulter Aide:Wikification.
Si vous pensez que ces points ont été résolus, vous pouvez retirer ce bandeau et améliorer la mise en forme d'un autre article.
 (novembre 2024).
 (novembre 2024).

## École élémentaire Albert-Einstein (Ivry-sur-Seine)
L’école élémentaire Albert-Einstein est un établissement public situé à Ivry-sur-Seine, dans le département du Val-de-Marne (94), en région Île-de-France. Elle relève de l'académie de Créteil et est associée à un Centre de Loisirs Associé à l'École (CLAE), intégré à son fonctionnement quotidien.

## Contexte urbain et architectural
L’école s’inscrit dans le cadre de la rénovation du centre-ville d’Ivry-sur-Seine entreprise entre 1962 et 1986, et plus particulièrement dans la zone IV de ce vaste projet urbain (1969–1982). Sa construction est le fruit d’une collaboration étroite entre la municipalité, des architectes, des pédagogues, ainsi que les futurs usagers de l’établissement : enseignants, élèves et parents.
Conçue par les architectes Renée Gailhoustet (1929–2023) et Jean Renaudie (1925–1981), en collaboration avec Nina Schuch, l’école Albert-Einstein représente un moment charnière dans l’histoire de l’architecture scolaire en France. Elle marque une rupture avec les formes traditionnelles de l’école républicaine en proposant des espaces adaptés à de nouvelles pratiques pédagogiques.

## Projet éducatif et reconnaissance
Dès son origine, l’établissement a été conçu selon les principes d’une École ouverte, en accord avec une charte éducative conventionnelle. Ce modèle vise à favoriser l’ouverture de l’école sur son environnement, l’implication des familles, et la diversité des activités éducatives.
À son inauguration, l’école a été qualifiée de révolutionnaire par Fernand Leriche, maire-adjoint d’Ivry-sur-Seine entre 1965 et 1977 et proche de Paul Langevin. L’établissement témoigne ainsi de l’engagement politique et intellectuel de la ville pour une école plus démocratique et innovante.

## Statut actuel
Aujourd’hui, l’école Albert-Einstein est reconnue comme une école d’application, accueillant notamment des enseignants en formation. Elle conserve une place importante dans l’histoire de l’architecture scolaire et dans le paysage éducatif local.

## Bâtiment
L’école Einstein est située 9 allée du Parc à Ivry-sur-Seine (94200). L’école élémentaire mesure 3 700 m2, elle comprend 12 classes, une bibliothèque centre de documentation (B.C.D.), salle audiovisuelle, un studio d’enregistrement, une salle de restauration, une cuisine, un bureau pour la direction, un espace de repos pour le personnel de service, une salle des maîtres, un bureau pour le médecin scolaire, un bureau pour l’assistante sociale, une infirmerie, un Centre de Loisirs Associé à l'École, (le CLAE) de 800 m2 comportant une salle d’activités manuelles, un atelier, une salle d'activités physiques. La cour de récréation, accessible directement depuis chaque classe, mesure 1 330 m2 et les terrasses arborées accessibles, 1 360 m2. L’ensemble architectural mesure 4 550 m2. Le coût de la construction est de 8 426 763 francs répartis en 7 203 532 francs pour l'école et 1 223 231 francs pour le CLAE (valeur septembre 1978)

## Histoire

### Un terrain de politique municipale
Lorsque la Mairie communiste d’Ivry-sur-Seine décide de la rénovation de son centre-ville, en 1969, elle a besoin de nouveaux locaux scolaires afin de répondre à l’accroissement de la population dû aux nouvelles constructions, elle a besoin aussi de s’adapter à de nouvelles et profondes dispositions en matière scolaire, prises à la suite des évènements de mai 1968, telles que l’instauration du tiers-temps, la réforme du temps hebdomadaire d’enseignement  et l’obligation de la mixité scolaire.[réf. nécessaire]

## Répercussions
Patrimoine architectural de réputation internationale[réf. nécessaire], l'école Albert-Einstein d’Ivry-sur-Seine attire régulièrement des architectes, des pédagogues, des chercheurs en sciences de l’éducation et étudiants du monde entier[réf. nécessaire]. Ses bâtiments sont étudiés dans les écoles d'architecture, tant en France qu'à l'étranger[réf. nécessaire]. Sa cour est proposée pour des sites de tournages cinématographiques (Hunger games la Révolte, partie 2)[réf. nécessaire]. Elle est utilisée pour son caractère esthétique par des évènements artistiques.